# Batalla d'Albelda
La primera batalla d'Albelda tingué lloc a la vora d'Albelda de Iregua el 851 entre les forces musulmanes de Mussa II el Gran, cap dels Banu Qassi i governador de Tudela, en nom de l'Emirat de Qúrtuba, i un exèrcit de francs i gascons de Frància Occidental, probablement aliats amb el Regne d'Astúries. Els musulmans, que eren probablement els agressors, en sortiren victoriosos. La batalla és relacionada normalment amb una campanya que feu Ordoni I d'Astúries per suprimir una revolta basca i pot estar també relacionada amb la captura de certs dirigents francs i gascons. Molts historiadors havien fusionat dades d'aquesta batalla amb la batalla de Monte Laturce que també esdevingué prop d'Albelda però uns poc anys més tard, el 859 o 860.

## Antecedents
El 851 Ordoni I d'Astúries, l'any després que succeí al tron, suprimí una revolta dels bascos del seu territori. Això feu que ell anés a l'altre costat del riu Ebre i, "amb l'ajuda de Déu" segons la Crònica d'Alfons III, forçà els musulmans a fugir. Després d'aquesta feta, la Crònica afegeix, els bascos es sotmeteren. Aquest encontre amb els musulmans pot ser que sigui el mateix que fou enregistrat per Ibn Hayyan i per Ibn al-Athir pel mateix any. Pot haver estat un encontre proper a Albelda; Mussa pot haver estat manant els musulmans i és possible que els gascons, cridats per ajudar a aixafar la insurrecció basca, haguessin estat posats per Ordoni a lluitar contra els musulmans. És possible que, en aquell temps, hi hagués llaços propers entre Astúries i Gascunya: el parent d'Ordoni, Alfons II d'Astúries, havia estat alliat de Velasc el Gascó i els gascons en els temps de rebel·lió podien haver buscat ajut fora d'Astúries, fins i tot fora de la zona d'influència asturiana, com sembla indicar-ho una carta aragonesa del 867.

## Batalla
Segons Ibn Hayyan, el 237 Un.H. (851/2 AD), el mateix any que morí Ènnec Aritza, Mussa II derrotà els gascons (Glaskiyyun) en una batalla davant de la muralla d'Albelda. En el primer dia de batalla Mussa patí pèrdues serioses i ell mateix rebé trenta-cinc cops de llança. En el segon dia Mussa contraatacà i forçà la retirada dels gascons. La Crònica d'Alfons III enregistrà que Mussa dirigí les seves forces contra "francs i gals", matant-ne molts i arrasant molts llocs. La presència gascona a Albelda el 851 pot ser explicada com un intent de represàlia per un atac de Mussa al nord dels Pirineus, del temps que Mussa havia estat aliat del Regne de Pamplona, el veí del sud de Gascunya.

## Conseqüències
La Crònica registra que, després de la batalla d'Albelda del 851 i en part mitjançant guerra, en part per traïció, Mussa II el Gran capturà dos caps francs, Sanç II i Emenó de Poitiers, que tirà a una masmorra. La data de la captura no és donada, però Sanç desapareix de cop de Gascunya el 855, quan el seu nebot, Arnau de Vasconia, un fill de Emeno, apareix com a duc. És sabut que Mussa havia fet una expedició contra la Marca Hispanica el 855–6, com enregistrà Ibn al-Athir, Ibn Idhari i Ibn Khaldun. És possible, d'altra banda, que Sans II Sancion i Emenon haguessin estat capturats a aquest encontre d'Albelda de 851, on és sabut que els gascons havien estat presents, o el 852, durant una campanya dels francs per rescatar el comtat de Barcelona (recentment capturat) enregistrada als Annales regni Francorum. Els "regals" del rei dels francs, Carles II el Calb, que soldats d'Ordoni haurien trobat en el campament de Mussa a Monte Laturce, pot haver estat el rescat pagat per Sanç i Emeno, en aquest cas la seva captura hauria esdevingut prèvia al 859.
Aquesta batalla, junt amb la batalla de Monte Laturce de 859, aportaren les dades per la ficticia batalla de Clavijo.